# نای کناردمشی
نای کناردَمِشی (انگلیسی: side-blown flute) گونه‌ای از فلوت است که هنگام نواختن به‌صورت افقی نگه داشته می‌شود. نوازنده برای نواختن، هوا را به‌صورت مورب و از کنار به سوراخ دهنی می‌دمد؛ یعنی جهت دمیدن عمود بر طول بدنهٔ ساز است.

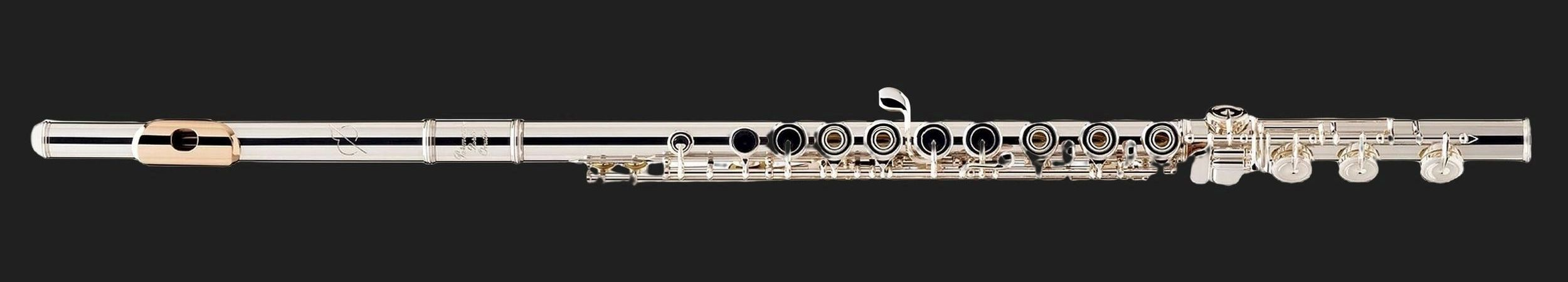
نای کناردمشی با بخش پایانی «B»، همچنین با بخش «C» نیز موجود است (بافت کرامپون)

از جمله نمونه‌های نای کناردمشی می‌توان به فلوت کنسرت غربی، فلوت ایرلندی، فلوت‌های موسیقی سنتی هند مانند بانسوری و وِنو، دیزی چینی، فایف غربی، گونه‌هایی از فوه ژاپنی و فلوت‌های کره‌ای مانند داگئوم، جونگگئوم و سوگئوم اشاره کرد.